# AAA-Saison 1922
Die AAA-Saison 1922 war die 5. Meisterschaftssaison im US-amerikanischen Formelsport. Sie begann am 5. März in Beverly Hills und endete am 3. Dezember ebenfalls in Beverly Hills. Jimmy Murphy sicherte sich den Titel.

## Rennergebnisse
| Nr. | Datum         | Veranstaltung (Rennstrecke)                                           | Meilen | Sieger       | Sieger         | Siegerteam        |
| --- | ------------- | --------------------------------------------------------------------- | ------ | ------------ | -------------- | ----------------- |
| 01  | 05. März      | Beverly Hills Race 1 (Los Angeles Motor Speedway) (HB)                | 250    | Tommy Milton | Tommy Milton   | Miller            |
| 02  | 02. April     | Beverly Hills (Los Angeles Motor Speedway) (HB)                       | 25     | Lauf 1       | Pietro Bordino | Fiat              |
| 03  | 02. April     | Beverly Hills (Los Angeles Motor Speedway) (HB)                       | 25     | Lauf 2       | Tommy Milton   | Miller            |
| 04  | 02. April     | Beverly Hills (Los Angeles Motor Speedway) (HB)                       | 25     | Lauf 3       | Jimmy Murphy   | Duesenberg        |
| 05  | 02. April     | Beverly Hills (Los Angeles Motor Speedway) (HB)                       | 25     | Lauf 4       | Frank Elliott  | Miller            |
| 06  | 02. April     | Beverly Hills (Los Angeles Motor Speedway) (HB)                       | 50     | Hauptlauf    | Tommy Milton   | Miller            |
| 07  | 16. April     | Golden State Motor Derby (San Francisco Speedway) (HB)                | 150    | Harry Hartz  | Harry Hartz    | Duesenberg        |
| 08  | 27. April     | Raisin Day Classic (Fresno Speedway) (HB)                             | 150    | Jimmy Murphy | Jimmy Murphy   | Duesenberg        |
| 09  | 07. Mai       | Cotati (Cotati Speedway) (HB)                                         | 100    | Lauf 1       | Jimmy Murphy   | Duesenberg-Miller |
| 10  | 07. Mai       | Cotati (Cotati Speedway) (HB)                                         | 50     | Lauf 2       | Pietro Bordino | Fiat              |
| 11  | 30. Mai       | International 500 Mile Sweepstakes (Indianapolis Motor Speedway) (ZO) | 500    | Jimmy Murphy | Jimmy Murphy   | Duesenberg-Miller |
| 12  | 17. Juni      | 7th Annual Universal Trophy Race (Uniontown Speedway) (HB)            | 225    | Jimmy Murphy | Jimmy Murphy   | Duesenberg-Miller |
| 13  | 04. Juli      | Tacoma Race (Pacific Coast Speedway) (HB)                             | 250    | Jimmy Murphy | Jimmy Murphy   | Duesenberg-Miller |
| 14  | 06. August    | Cotati (Cotati Speedway) (HB)                                         | 100    | Lauf 1       | Frank Elliott  | Miller            |
| 15  | 06. August    | Cotati (Cotati Speedway) (HB)                                         | 50     | Lauf 2       | Frank Elliott  | Miller            |
| 16  | 17. September | Kansas City Race (Kansas City Speedway) (HB)                          | 300    | Tommy Milton | Tommy Milton   | Miller            |
| 17  | 30. September | San Joaquin Valley Classic (Fresno Speedway) (HB)                     | 150    | Bennett Hill | Bennett Hill   | Miller            |
| 18  | 03. Dezember  | Beverly Hills Race 7 (Los Angeles Motor Speedway) (HB)                | 250    | Jimmy Murphy | Jimmy Murphy   | Miller            |

- Erklärung: HB: Holzbahn (Board track), ZO: Ziegelsteinoval

## Fahrer-Meisterschaft (Top 10)
| 1. | Jimmy Murphy  | 3420 |
| 2. | Tommy Milton  | 1910 |
| 3. | Harry Hartz   | 1788 |
| 4. | Frank Elliott | 905  |
| 5. | Bennett Hill  | 459  |

| 6.  | Eddie Hearne     | 390 |
| 7.  | Jerry Wonderlich | 372 |
| 8.  | Roscoe Sarles    | 280 |
| 9.  | Earl Cooper      | 260 |
| 10. | Ralph Mulford    | 255 |